# Lövő vasútállomás
Lövő vasútállomás egy Győr-Moson-Sopron vármegyei vasútállomás, Lövő településen, a GYSEV üzemeltetésében. A község északi szélén helyezkedik el, majdnem közvetlenül a 84-es főút mellett, közúti elérését a 8627-es útból kiágazó 86 313-as számú mellékút (települési nevén Fő utca / Állomás utca) teszi lehetővé.

## Vasútvonalak
Az állomást az alábbi vasútvonalak érintik:
- Sopron–Szombathely-vasútvonal

## Kapcsolódó állomások
A vasútállomáshoz az alábbi állomások vannak a legközelebb:
- Sopronkövesd megállóhely (Sopron–Szombathely-vasútvonal)
- Újkér megállóhely (Sopron–Szombathely-vasútvonal)

## Forgalom
| Járat        | Útvonal | Gyakoriság   |
| ------------ | --- | ------------ |
| személyvonat | Sopron – Kópháza – Nagycenk – Sopronkövesd – Lövő – Újkér – Tormásliget – Bük – Acsád – Salköveskút-Vassurány – Szombathely | Napi 6 pár   |
| személyvonat | Sopron – Kópháza – Nagycenk – Sopronkövesd – Lövő – Újkér – Tormásliget – Bük – Acsád – Salköveskút-Vassurány – Szombathely – Szombathely-Szőlős – Ják-Balogunyom – Egyházasrádóc – Körmend – Horvátnádalja – Csákánydoroszló – Rátót – Alsórönök – Haris – Szentgotthárd | 1-4 óránként |

## Képgaléria

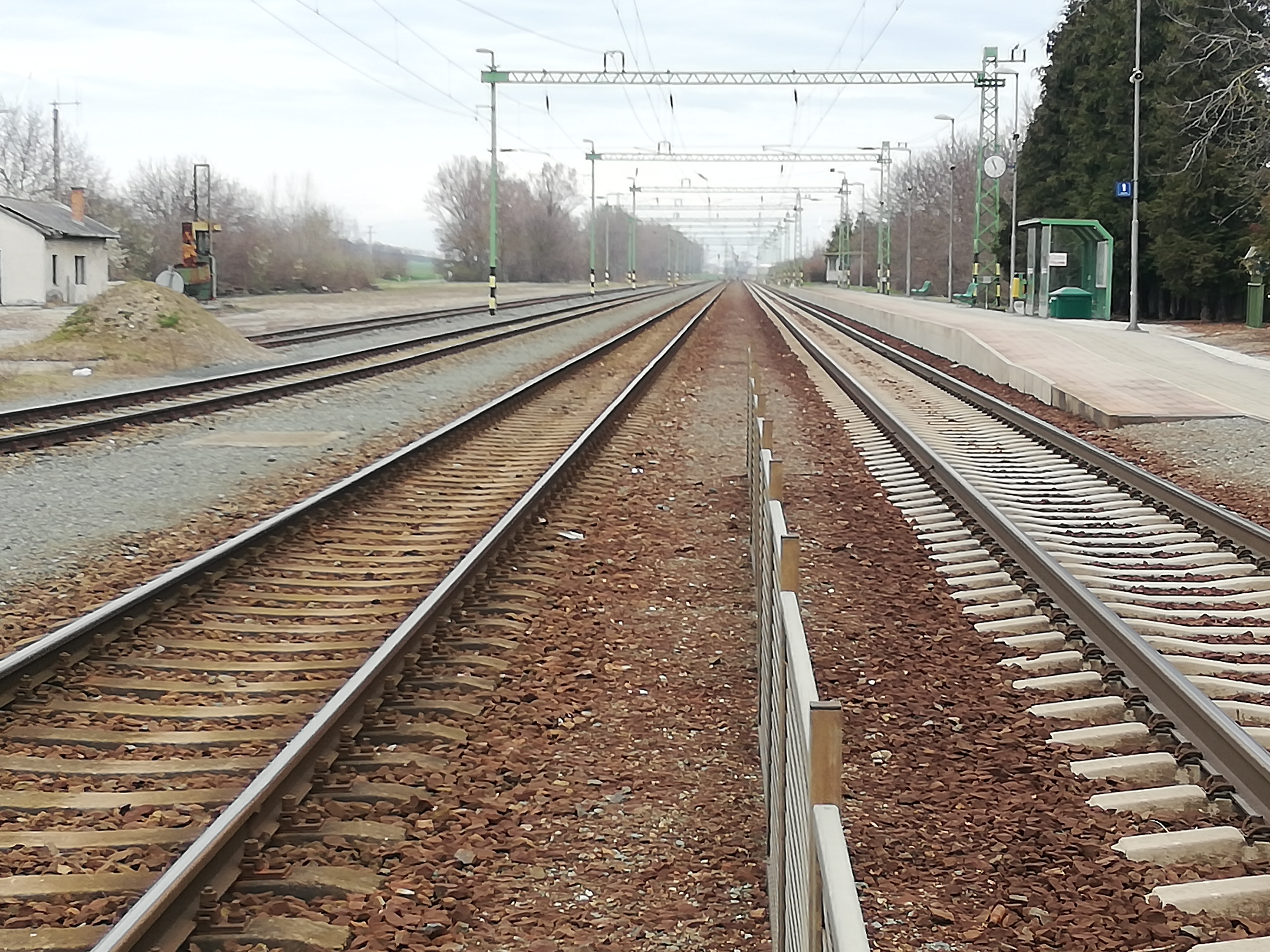
Vágányhálózat Sopron felé nézve
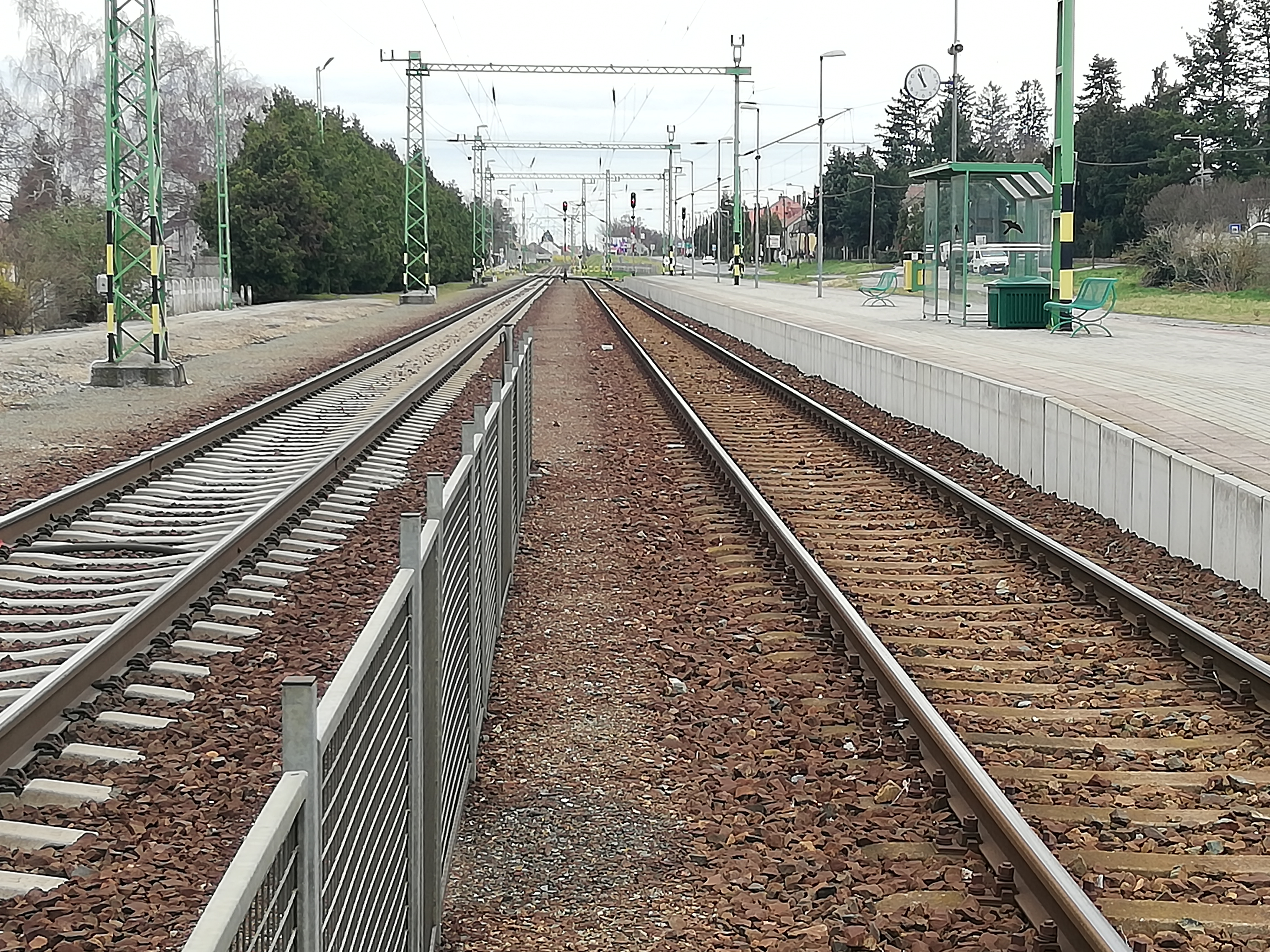
Vágányok Szombathely felé nézve
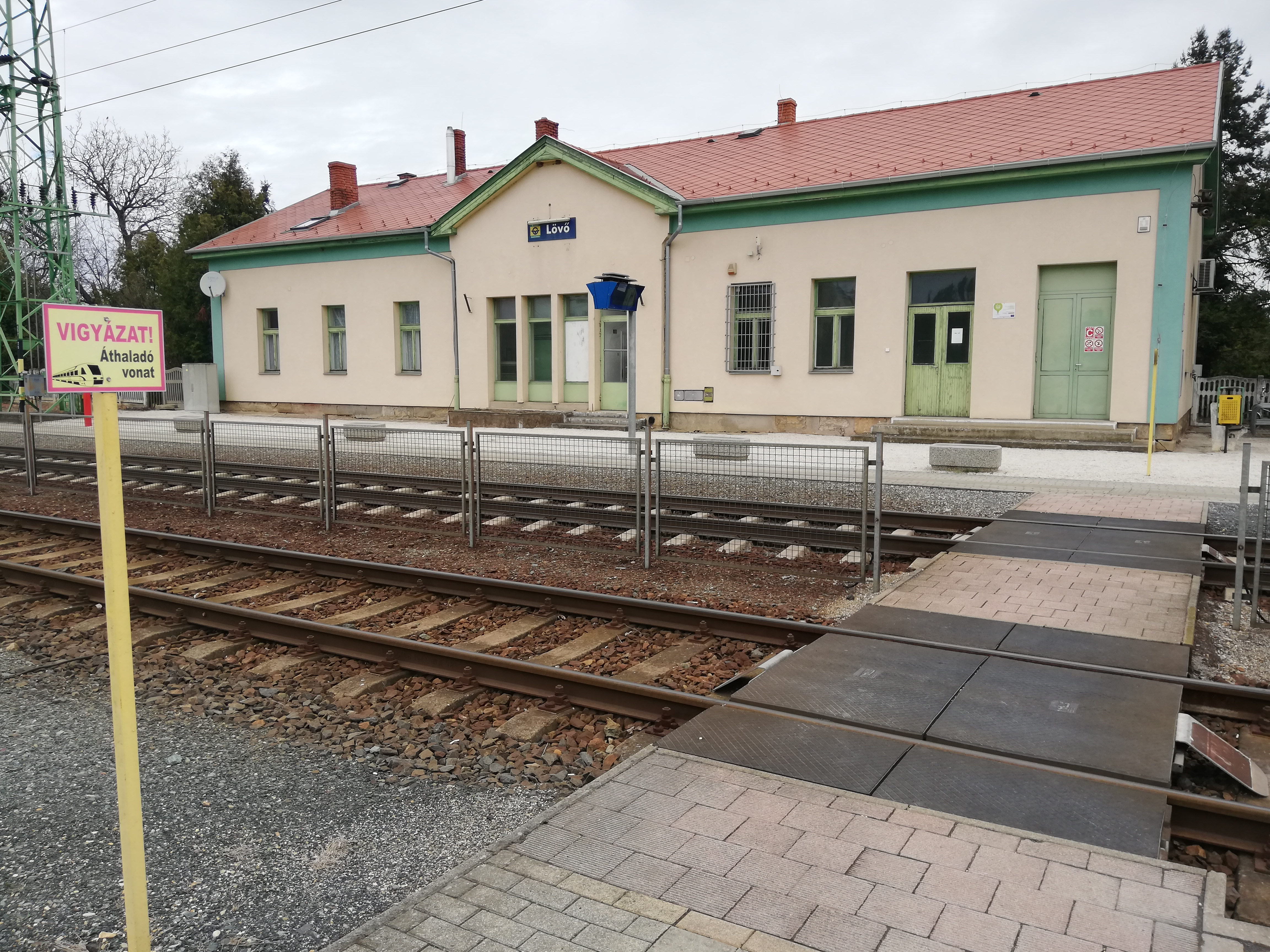
Az állomásépület az utasforgalmi peronok felől
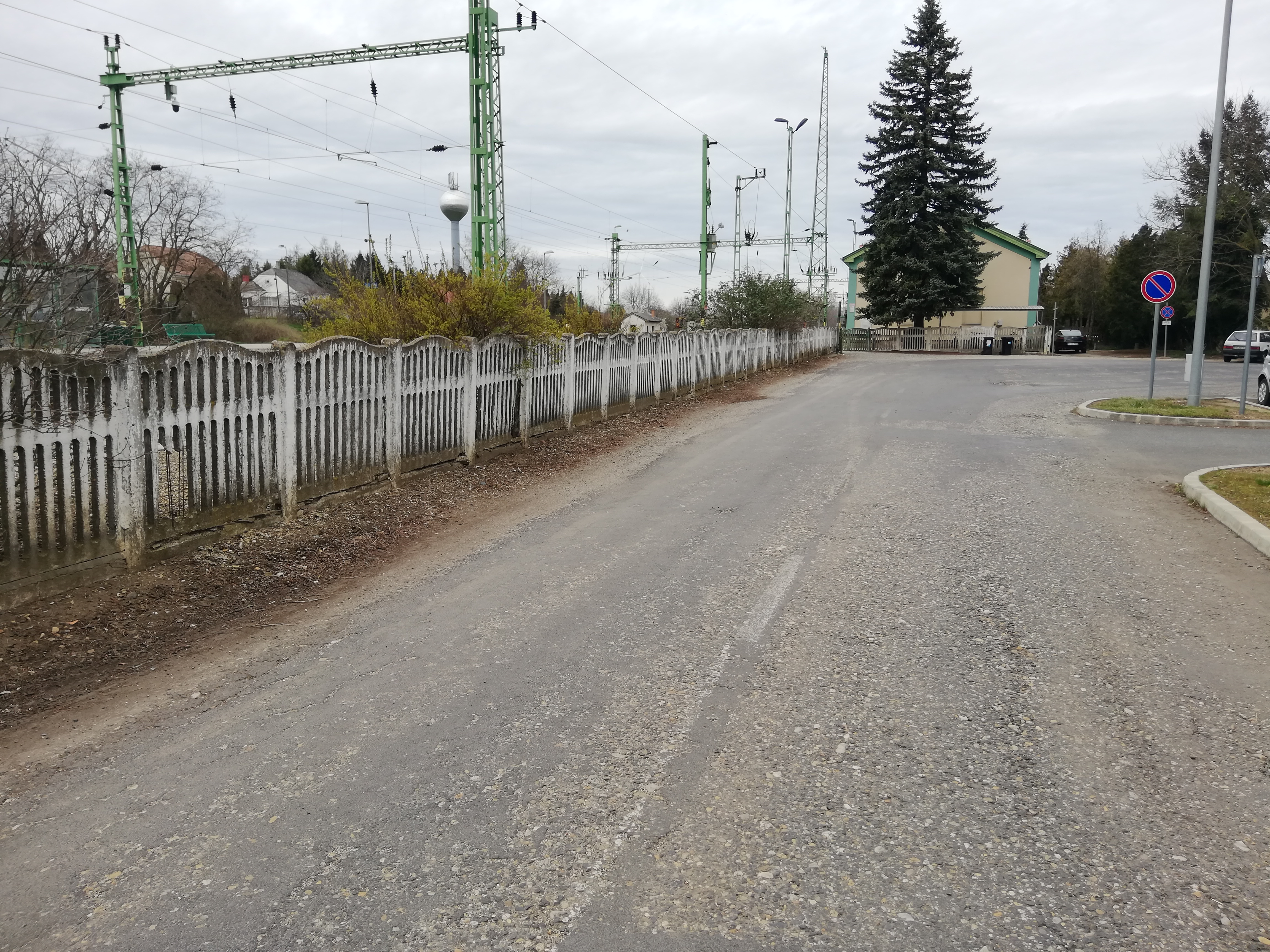
Az állomás a bejárati út felől